# خانه محمودی لار
خانه محمودی مربوط به دوره زند است و در لار، محله قنبر بیگی، جنب آب انبار قنبر بیگی واقع شده و این اثر در تاریخ ۱۰ خرداد ۱۳۸۲ با شمارهٔ ثبت ۸۶۷۸ به‌عنوان یکی از آثار ملی ایران به ثبت رسیده است.

## نگارخانه

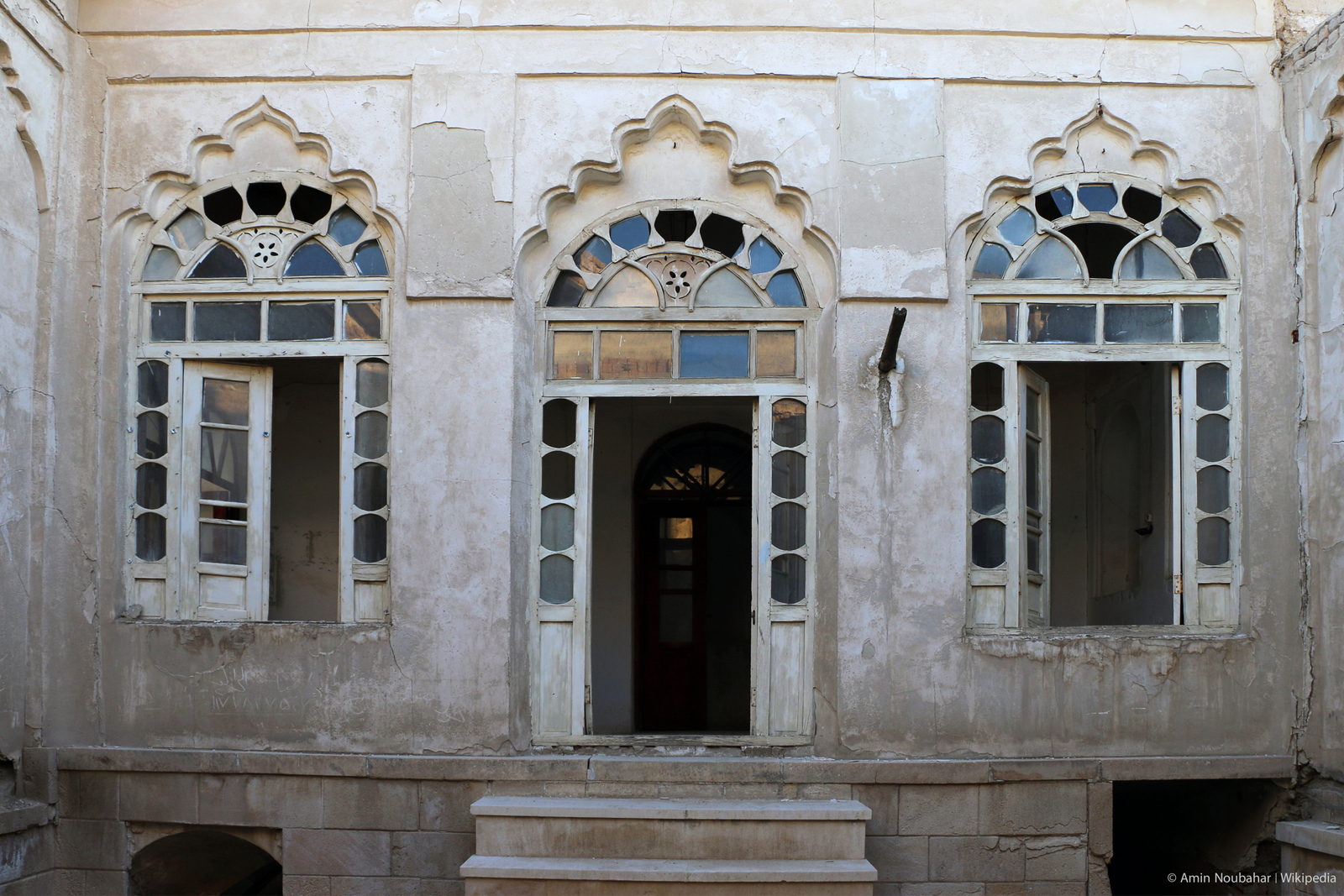
در و پنجره‌های حیاط پشتی
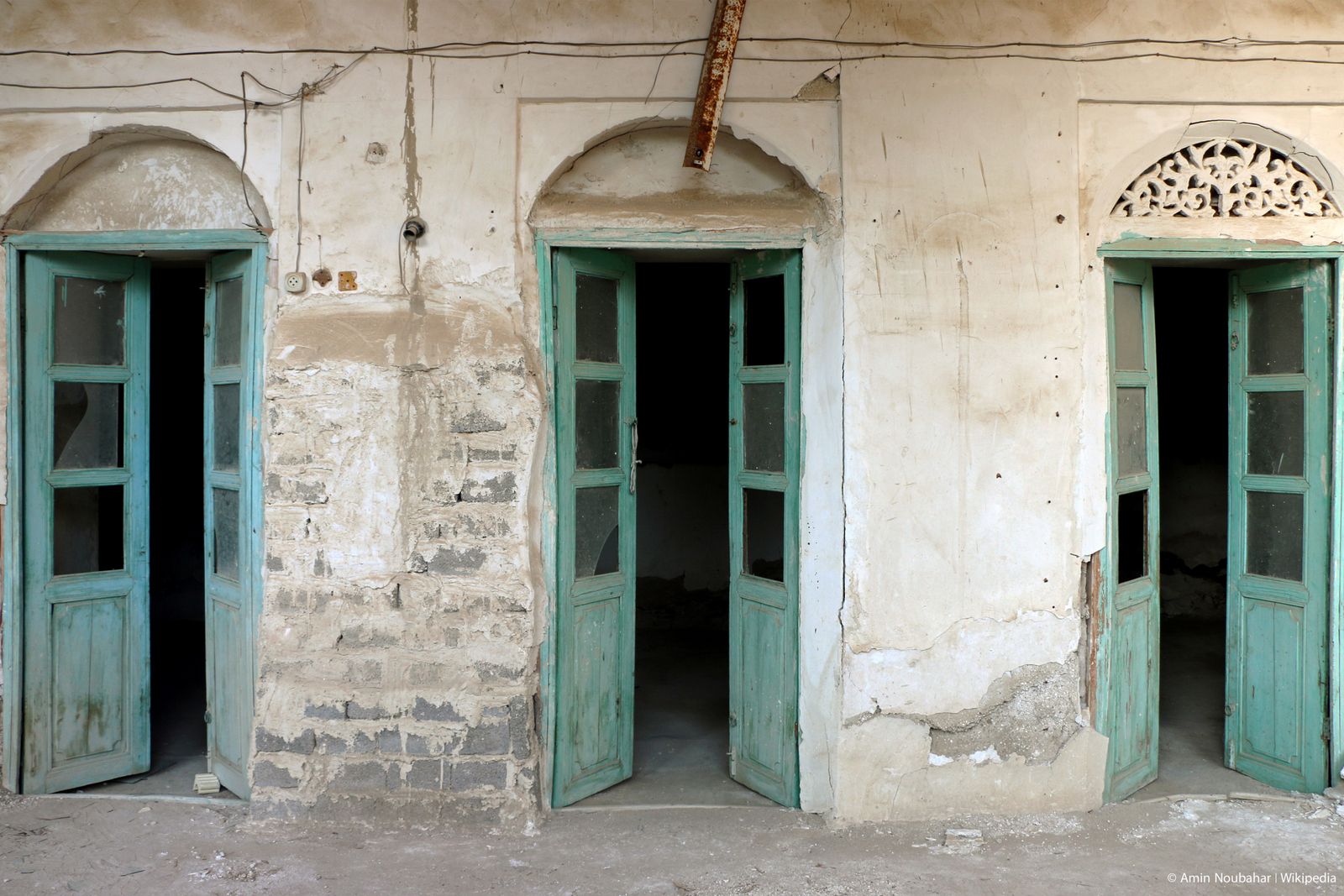
درهای ایوان
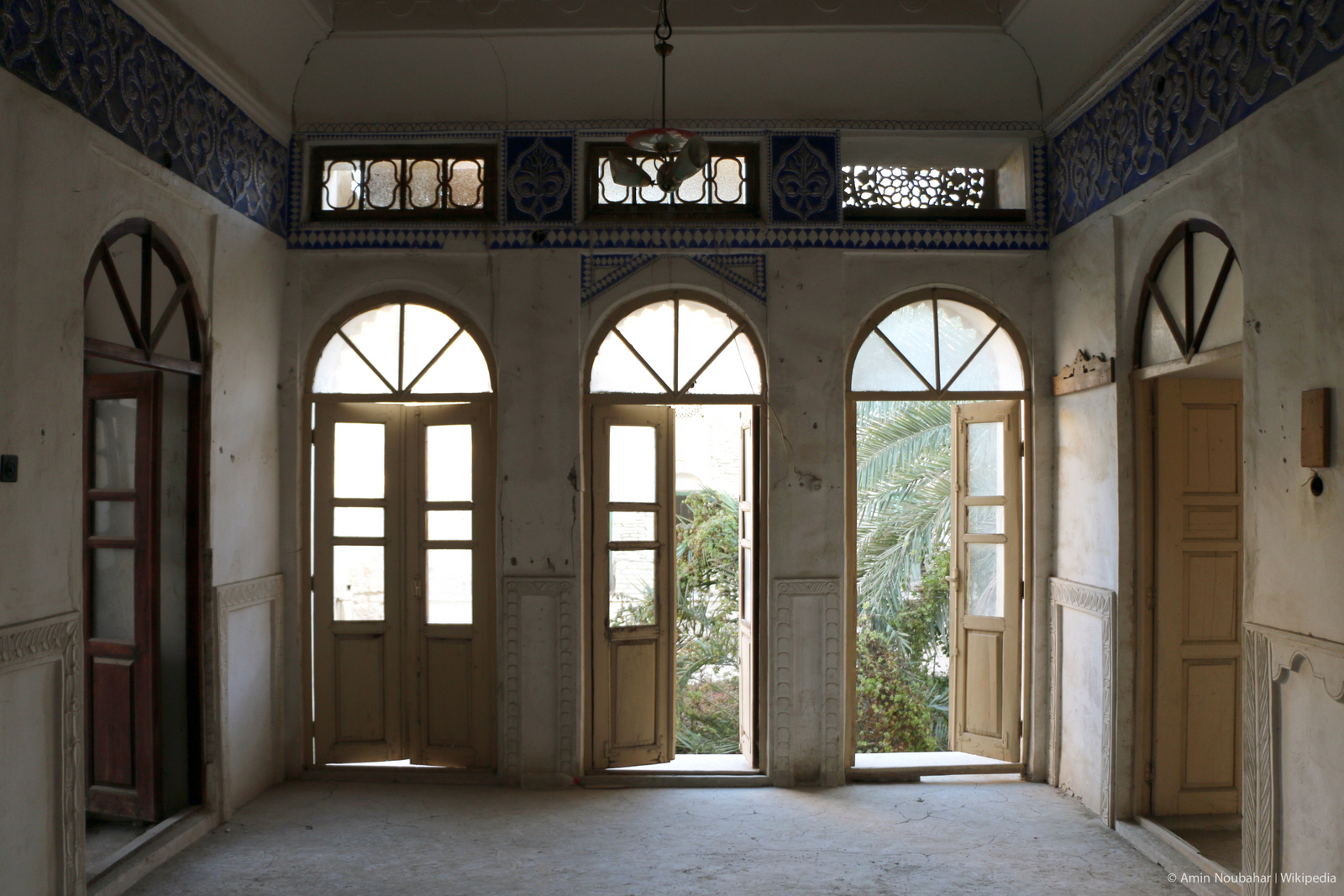
اتاق پنج‌دری (پندری)
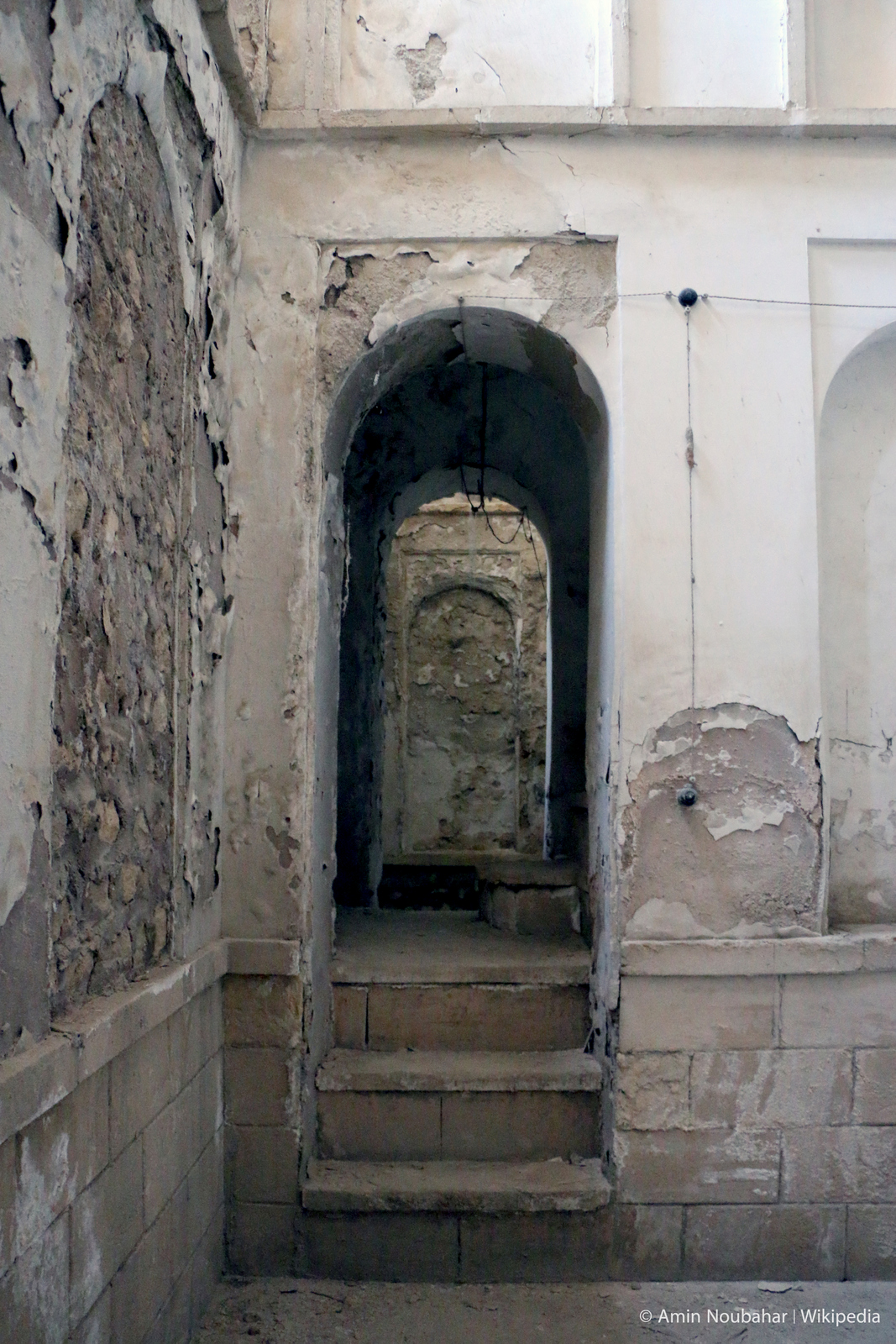
یکی از راهروهای ورودی حیاط
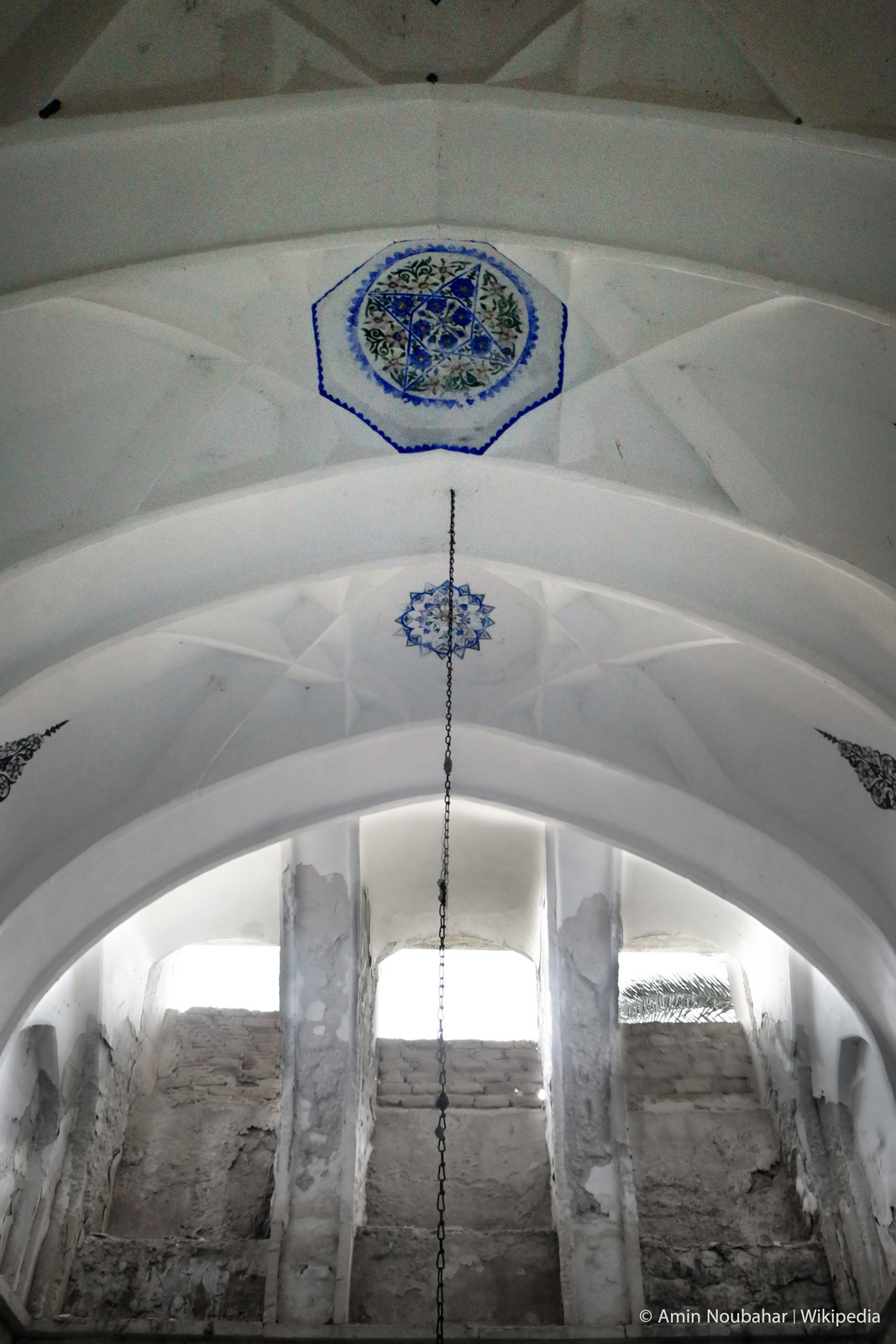
تاق طبقه زیرزمین
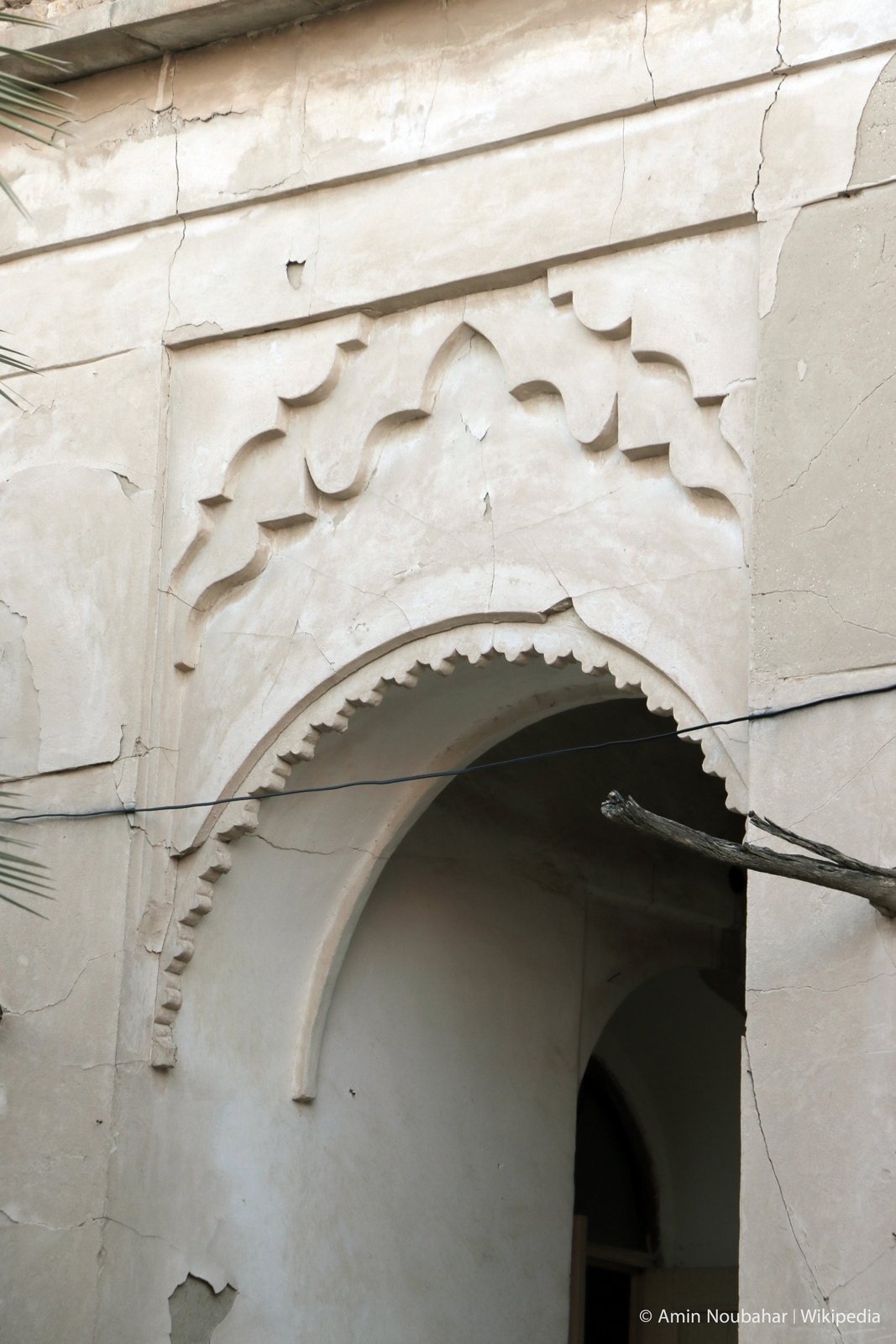
یکی از تاق‌های حیاط
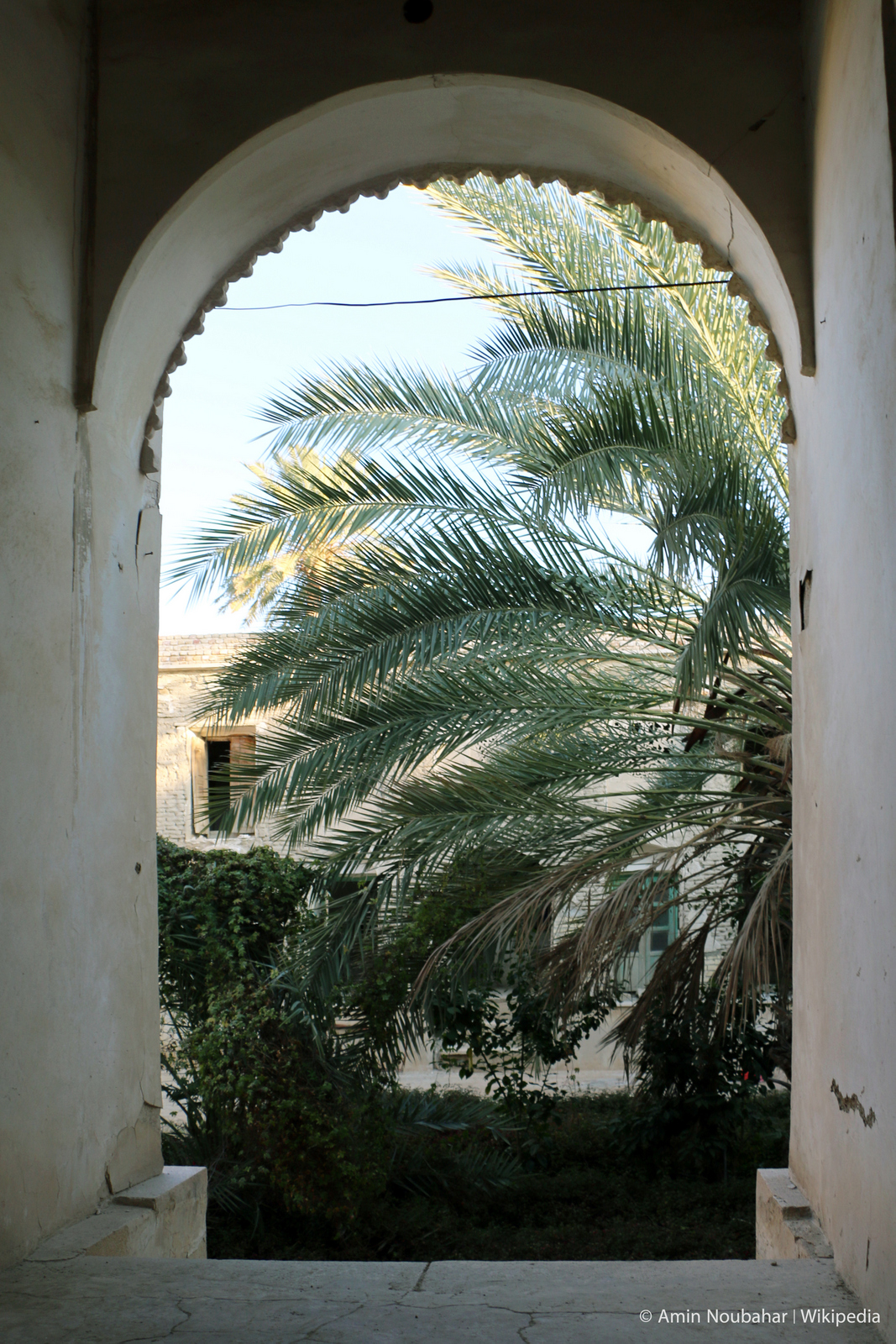
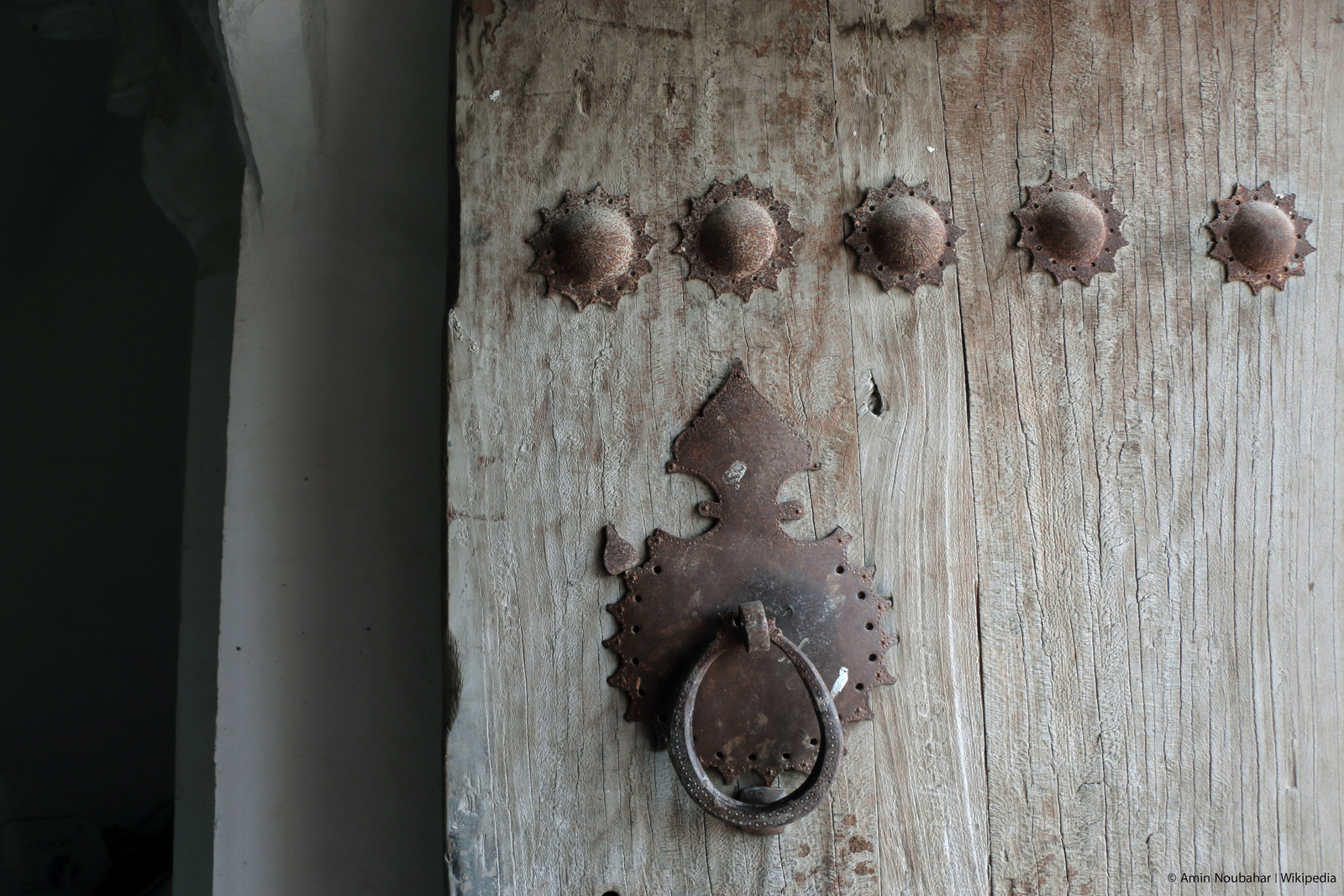
بخشی از در چوبی ورودی خانه محمودی
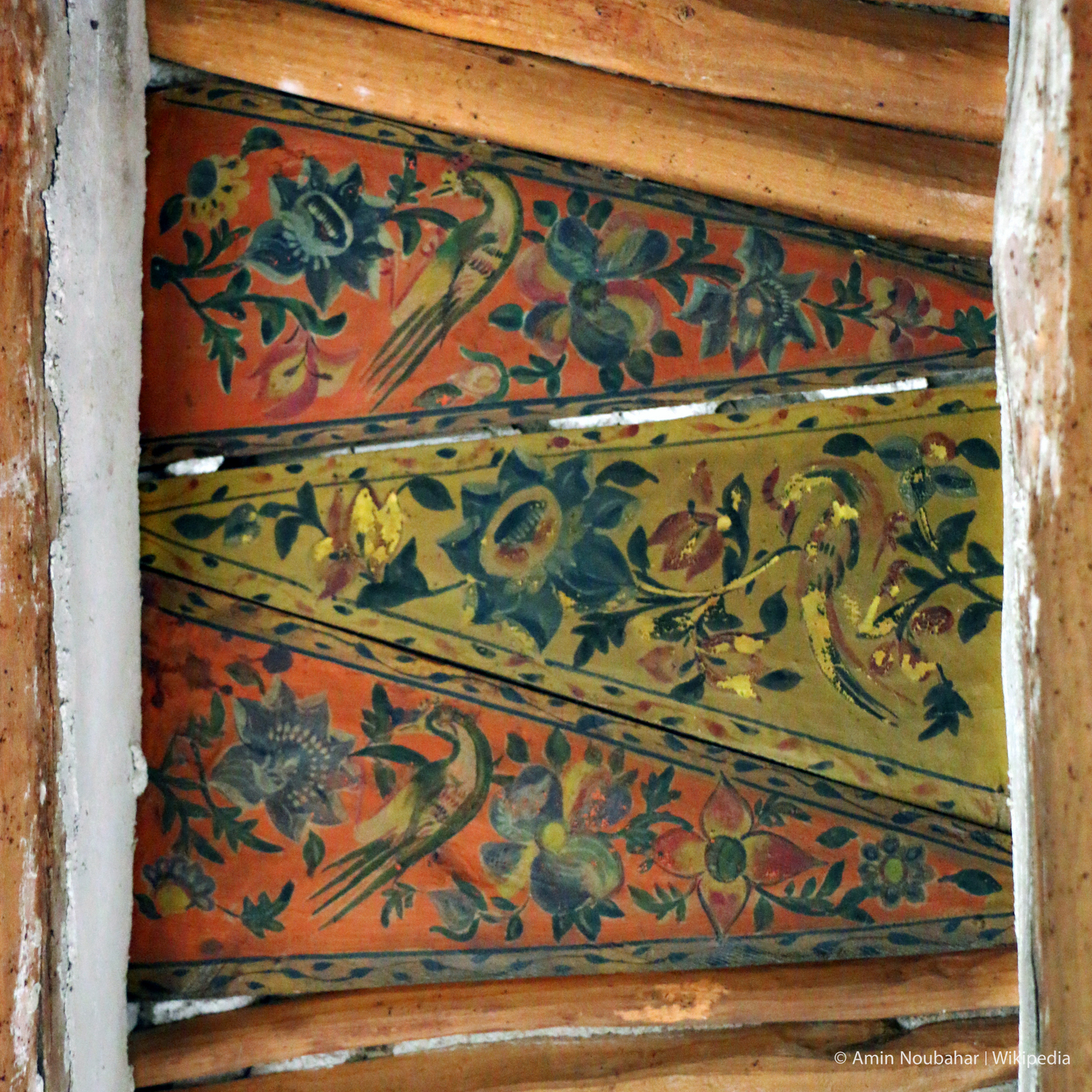
بخشی از سقف چوبی
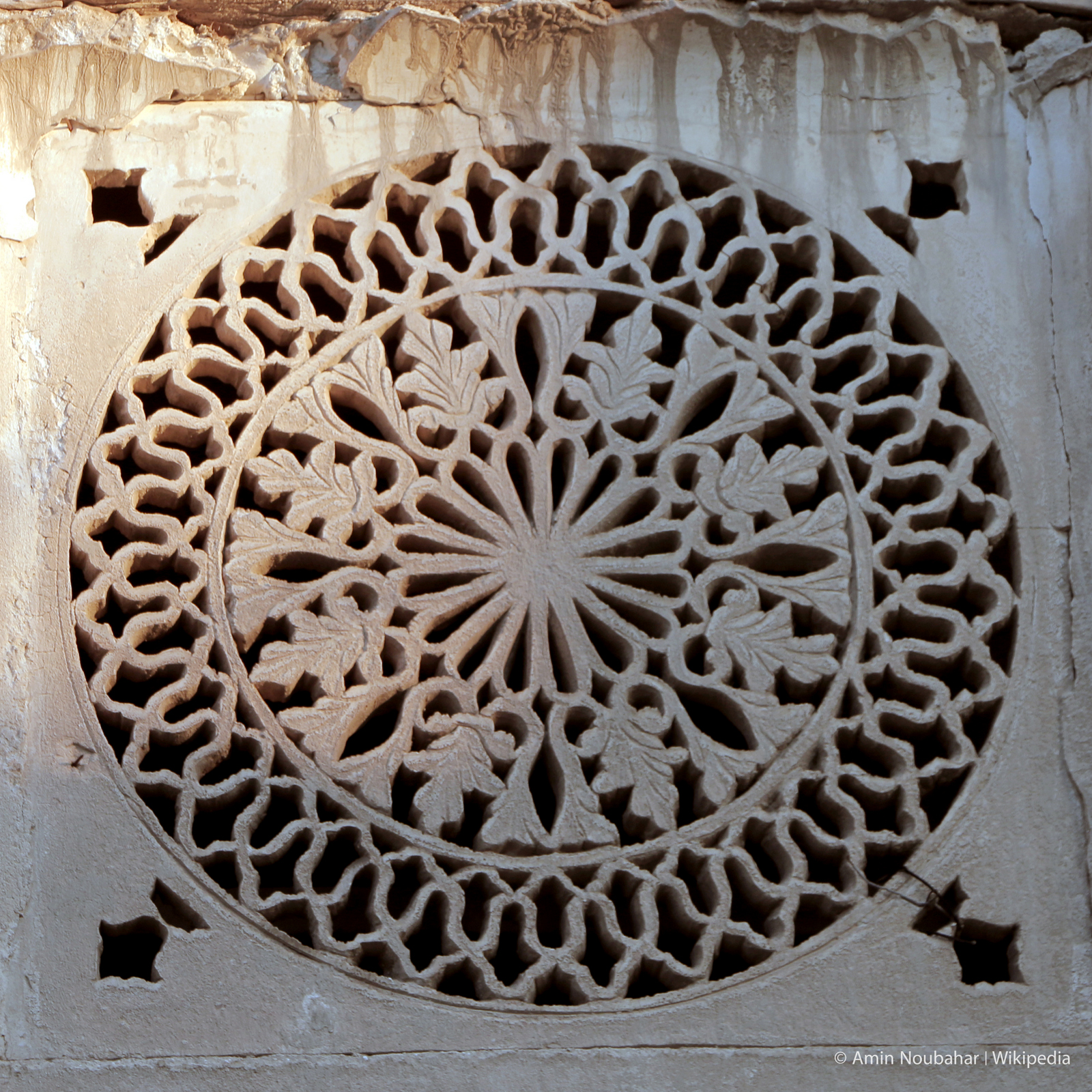
پنجره نورگیر مشبک از جنس سنگ
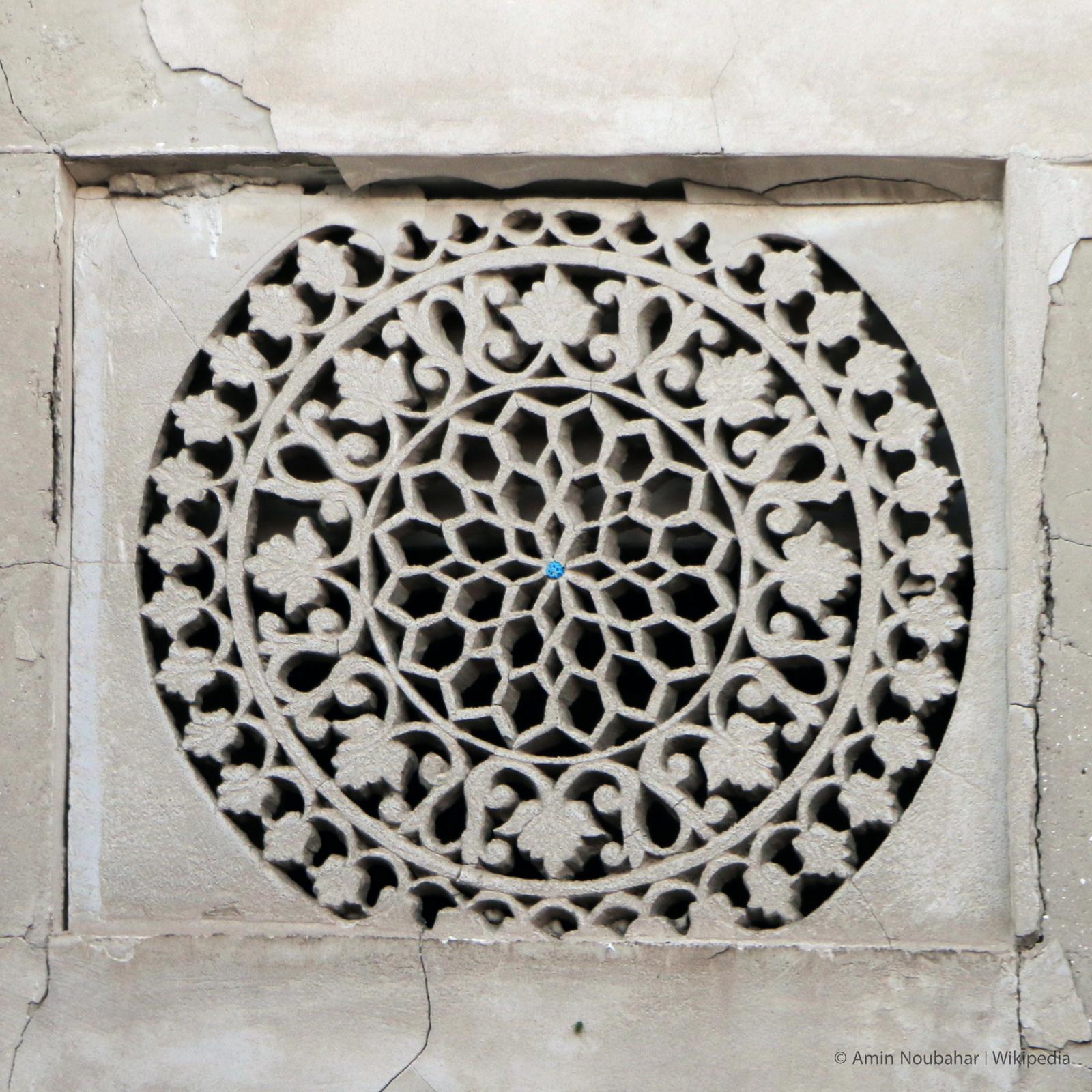
پنجره نورگیر مشبک از جنس سنگ
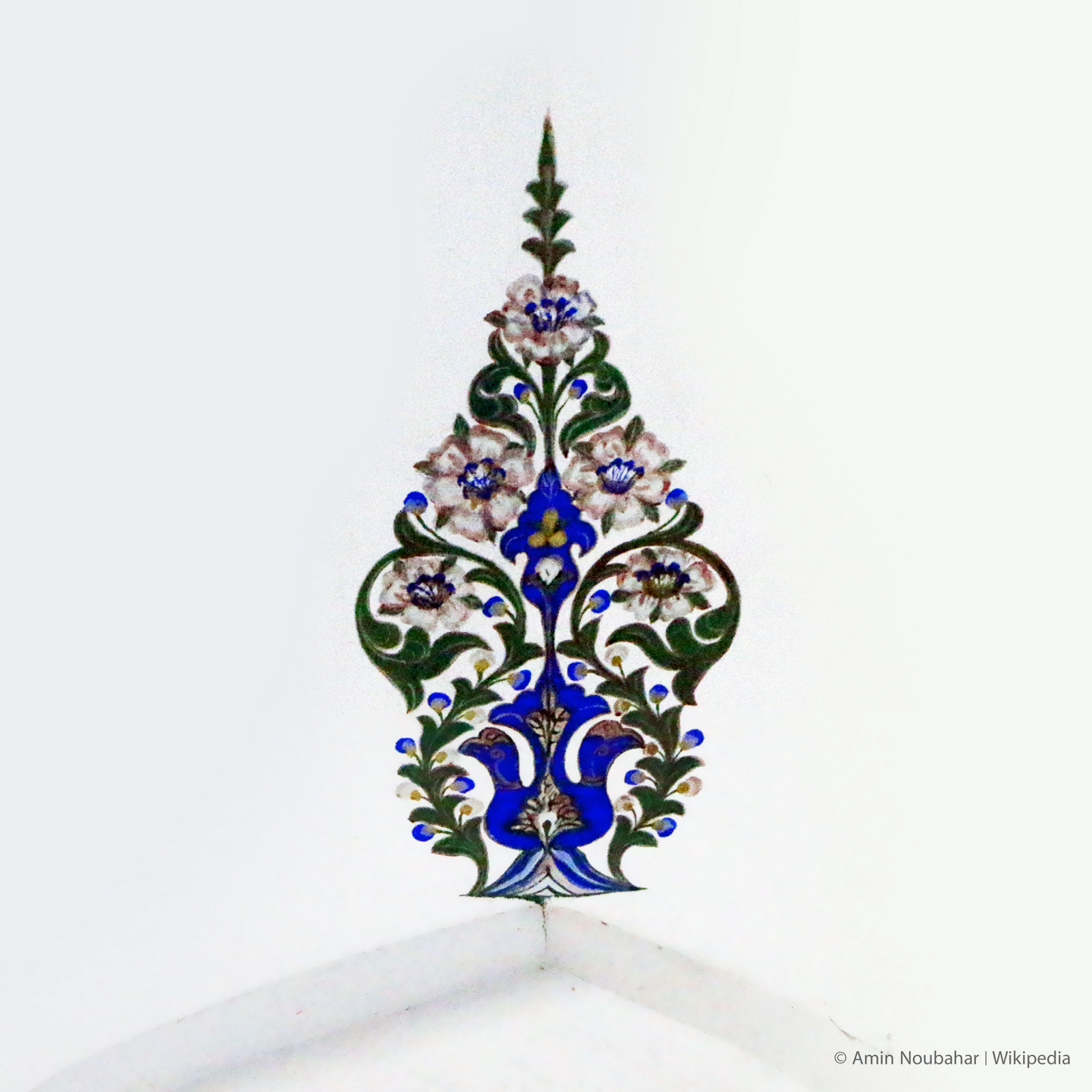
نقاشی روی سقف طبقه زیرزمین